# Olga Bianchi
Olga Bianchi Droguett (Salta, 11 de diciembre de 1924 – San José, 30 de agosto de 2015) fue una feminista y defensora de derechos humanos chileno-costarricense, que llegó a ser vicepresidenta de la Liga Internacional de Mujeres por la Paz y la Libertad (LIMPAL).

## Biografía
Hija del diplomático y escritor Guillermo Bianchi y de Filomena Droguett Córdova, nació en Salta, ciudad argentina donde su padre se desempeñaba en ese entonces como cónsul de Chile. Se casó en 1946 con el político radical Raúl Fernández Longe, con quien tuvo dos hijos. 
El matrimonio se quebró al poco tiempo y en 1949 Olga Bianchi partió a Europa, donde, en Italia, hizo cursos de cine en el
Centro Sperimentale di Cinematografía de Roma. Su pasión por el cine la acompañaría durante toda su vida: fue miembro del Cine Arte de Valparaíso, que dirigía Aldo Francia, y después de emigrar, fundó en Costa Rica el departamento de cine.
Luego de regresar de Europa a Chile, continuó militando en el Partido Comunista, al que había ingresado en los años 1940. Se casó con el también comunista, lingüista y profesor universitario Gastón Carrillo, con el que tuvo dos hijas (una murió a los cinco años) y dos varones. 
Desde 1964 hasta 1975 trabajó en el departamento de Relaciones Internacionales de la Universidad de Chile de Valparaíso. Con los años, se fue alejando del Partido Comunista, pero continuó siendo de izquierda y cuando ocurrió el golpe de Estado del 11 de septiembre de 1973, se unió a la lucha contra la dictadura del general Augusto Pinochet colaborando con el MIR. Un grupo de este movimiento revolucionario se reunía en su casa de Viña del Mar, y cuando algunos fueron detenidos, ella, siguiendo instrucciones de esa organización, se asiló en Santiago en la de delegación la ONU y pudo abandonar el país gracias al Alto Comisionado de las Naciones Unidas para los Refugiados (ACNUR). Salió con destino a Costa Rica, donde su hijo mayor, Raúl Fernández, que en Chile fue militante socialista, se había instalado después de haber pasado en su país por el centro de detención de la Escuela Militar del Libertador Bernardo O'Higgins. 
En San José, adonde llegó en 1975 con los dos hijos menores de su segundo matrimonio —que había terminado a fines de los años 1960—, fue coordinadora de la Cinemateca Nacional del Ministerio de Cultura, Juventud y Deportes (1975-1978); trabajó asimismo en la Universidad de Costa Rica y como traductora.
En este país centraomaricano que la acogió comenzó sus labores de defensora de los derechos humanos (su padre había sido encargado de negocios de Chile en Costa Rica en 1947 y miembro, como relator, de la comisión mediadora para evitar una batalla por San José durante el conflicto costarricense de 1948). Fue miembro de Junta Directiva de Amnistía Costa Rica, socia fundadora y dirigente de la Comisión de Derechos Humanos de Costa Rica (CODEHU), una de las fundadoras de la filial costarricense de la Liga Internacional de Mujeres pro Paz y Libertad (LIMPAL o, en inglés, WILPF), miembro del Centro de Amigos por la Paz (CAP), enlace de LIMPAL ante la ONU.
En 1986, siendo presidenta de la citada filial, fue elegida primera vicepresidenta de LIMPAL Internacional y reelegida en 1989 en el 24 Congreso Mundial de la LIMPAL, celebrado en Sídney, Australia. Dirigente durante varios años de esta organización, fue presidenta de LIMPAL CR. Trabajó asimismo con la Red de Migrantes en representación de esta ONG
La dirigente de LIMPAL Bolivia, Katia Patino Uriona, ha escrito sobre Olga Bianchi: 

«Es el artífice de la creación, acompañamiento y consolidación de las filiales LIMPAL en el tercer mundo, especialmente Latinoamérica. La República Dominicana, Colombia, Perú, Chile y Bolivia hemos nacido de la mano de Olga. Y de la mano de ella la Sección Bolivia ha llegado a la Argentina, Uruguay, Brasil y Paraguay, para sembrar esta pequeña semilla de mujeres por la lucha social».
WILPF Bolivia, Annual Report 2014.

Falleció en San José a los 90 años de edad, el 30 de agosto de 2015 a causa de una complicación cardiaca.